# Triammatus chevrolati
Triammatus chevrolati là một loài bọ cánh cứng trong họ Cerambycidae.